# The Point
The Point est un gratte-ciel de la ville de Panama, au Panama.

## Historique
The Point est un gratte-ciel résidentiel de 67 étages et 266mètres de haut, situé à l'extrémité de Punta Paitilla (es) à Panama City face à la baie de Panama (es).
Le bâtiment a été achevé et inauguré au début de 2011.